# Eccellenza Marche 2015-2016
Il campionato italiano di calcio di Eccellenza regionale 2015-2016 è il venticinquesimo organizzato in Italia. Rappresenta il quinto livello del calcio italiano.

## Stagione
L'organico è stato confermato in 16 squadre partecipanti. Dalla Serie D proviene la Civitanovese, ripartita con una nuova società pur mantenendo la categoria di merito. Tre squadre salirono dalla Promozione: alla Pergolese, tornata per la prima volta dal 2007-08, si affianca l'Helvia Recina, formazione debuttante nel massimo torneo regionale. Sale anche il Fabriano Cerreto, club nato dalla fusione di Fabriano e Cerreto che mancavano rispettivamente dall'Eccellenza 1998-99 e 1996-97. La sedicesima squadra venne ripescata è fu il debuttante Loreto.
La Civitanovese vinse il campionato risalendo immediatamente in Serie D. Il Fabriano Cerreto giunse secondo ma sfinito dalla lunga cavalcata compiuta in Coppa Italia; così i playoff vennero vinti dalla Biagio Nazzaro che poi non riuscirà a imporsi in ambito nazionale. In fondo alla graduatoria furono decretate con largo anticipo le retrocessioni di Corridonia e Vigor Senigallia mentre i playout furono fatali al Trodica, sorpreso dalla Forsempronese che ancora una volta riuscì a scamparla.

## Squadre partecipanti
Le compagini societarie rappresentano tutte e cinque le provincie marchigiane. La provincia di Macerata (Civitanovese, Corridonia, Helvia Recina, Tolentino e Trodica) è rappresentata da 5 società, quella di Pesaro Urbino (Atletico Gallo Colbordolo, Forsempronese, Pergolese e Urbania) ed Ancona (Biagio Nazzaro, Fabriano-Cerreto, Loreto e Vigor Senigallia) da 4, Ascoli Piceno (Grottammare e Porto d'Ascoli) da 2 e Fermo (Montegiorgio) da 1 società. Rispetto alla scorsa stagione, nel campionato di Eccellenza 2015-16, ci sono 5 nuove società. Oltre alle neo promosse A.S.D. Fabriano Cerreto, A.C.D. Helvia Recina 1975 e U.S. Pergolese A.S.D. ci sono le ripescate C.S. Loreto A.D. (perdente playoff Promozione 2014-15) e U.S. Vigor Senigallia A.S.D. (perdente playoff salvezza Eccellenza 2014-15), c'è la neonata U.S. Civitanovese S.S.D. ammessa in sovrannumero, dopo il fallimento della S.S. Civitanovese Calcio, società che ha partecipato a diversi campionati tra i professionisti e Serie D.
| Club                      | Città (provincia)                                         | Stadio                         | Stagione 2014-2015                 |
| ------------------------- | --------------------------------------------------------- | ------------------------------ | ---------------------------------- |
| Atletico Gallo Colbordolo | frazione Gallo di Petriano (PU)                           | Stadio Papa Giovanni Paolo II  | 8° in Eccellenza Marche            |
| Biagio Nazzaro            | Chiaravalle (AN)                                          | Stadio Comunale di Chiaravalle | 7° in Eccellenza Marche            |
| Civitanovese              | Civitanova Marche (MC)                                    | Stadio Polisportivo Comunale   | 7° in Serie D                      |
| Corridonia                | Corridonia (MC)                                           | Stadio Sigismondo Martini      | 6° in Eccellenza Marche            |
| Fabriano Cerreto          | Fabriano e Cerreto d'Esi (AN)                             | Stadio Comunale di Fabriano    | 1° in Promozione Marche            |
| Forsempronese             | Fossombrone (PU)                                          | Stadio Comunale di Fossombrone | 15° in Eccellenza Marche           |
| Grottammare               | Grottammare (AP)                                          | Stadio Pirani                  | 10° in Eccellenza Marche           |
| Helvia Recina             | frazione Villa Potenza di Macerata                        | Stadio della Vittoria          | 1° in Promozione Marche            |
| Loreto                    | Loreto (AN)                                               | Stadio Salvo d'Acquisto        | 3° in Promozione Marche ripescata  |
| Montegiorgio              | Montegiorgio (FM)                                         | Stadio Giuliano Tamburrini     | 5° in Eccellenza Marche            |
| Pergolese                 | Pergola (PU)                                              | Stadio Mario Stefanelli        | 2° in Promozione Marche            |
| Porto d'Ascoli            | quartiere Porto d'Ascoli di San Benedetto del Tronto (AP) | Centro Sportivo Ciarrocchi     | 9° in Eccellenza Marche            |
| Tolentino                 | Tolentino (MC)                                            | Stadio della Vittoria          | 3° in Eccellenza Marche            |
| Trodica                   | frazione Trodica di Morrovalle (MC)                       | Stadio San Francesco           | 13° in Eccellenza Marche           |
| Urbania                   | Urbania (PU)                                              | Stadio Comunale di Urbania     | 11° in Eccellenza Marche           |
| Vigor Senigallia          | Senigallia (AN)                                           | Stadio Goffredo Bianchelli     | 14° in Eccellenza Marche ripescata |

## Classifica finale
|  | Pos. | Squadra                   | Pt | G  | V  | N  | P  | GF | GS | DR  |
|  | ---- | ------------------------- | -- | -- | -- | -- | -- | -- | -- | --- |
|  | 1.   | Civitanovese              | 62 | 30 | 18 | 8  | 4  | 57 | 30 | +27 |
|  | 2.   | Fabriano Cerreto          | 56 | 30 | 16 | 8  | 6  | 44 | 24 | +20 |
|  | 3.   | Tolentino                 | 49 | 30 | 13 | 10 | 7  | 56 | 33 | +23 |
|  | 4.   | Biagio Nazzaro            | 48 | 30 | 13 | 9  | 8  | 34 | 26 | +8  |
|  | 5.   | Pergolese                 | 46 | 30 | 12 | 10 | 8  | 38 | 30 | +8  |
|  | 6.   | Porto d'Ascoli            | 46 | 30 | 13 | 7  | 10 | 39 | 39 | 0   |
|  | 7.   | Urbania                   | 41 | 30 | 9  | 14 | 7  | 39 | 44 | -5  |
|  | 8.   | Grottammare               | 38 | 30 | 9  | 11 | 10 | 21 | 29 | -8  |
|  | 9.   | Montegiorgio              | 38 | 30 | 7  | 17 | 6  | 38 | 36 | +2  |
|  | 10.  | Loreto                    | 38 | 30 | 10 | 8  | 12 | 31 | 32 | -1  |
|  | 11.  | Helvia Recina             | 38 | 30 | 10 | 8  | 12 | 39 | 39 | 0   |
|  | 12.  | Atletico Gallo Colbordolo | 37 | 30 | 9  | 10 | 11 | 40 | 36 | +4  |
|  | 13.  | Trodica                   | 36 | 30 | 9  | 9  | 12 | 25 | 35 | -10 |
|  | 14.  | Forsempronese             | 30 | 30 | 6  | 12 | 12 | 29 | 42 | -13 |
|  | 15.  | Vigor Senigallia          | 22 | 30 | 5  | 7  | 18 | 23 | 48 | -25 |
|  | 16.  | Corridonia                | 17 | 30 | 3  | 8  | 19 | 17 | 47 | -30 |

Legenda

      Promossa in Serie D 2016-2017.
      Ammessa ai play-off nazionali.
      Retrocesse in Promozione 2016-2017 dopo i play-out.
      Retrocesse in Promozione 2016-2017.

## Risultati

### Tabellone
|                  | Atl  | Bia  | Civ  | Cor  | Fab  | For  | Gro  | Hel  | Lor  | Mon  | Per  | Por  | Tol  | Tro  | Urb  | Vig  |
| ---------------- | ---- | ---- | ---- | ---- | ---- | ---- | ---- | ---- | ---- | ---- | ---- | ---- | ---- | ---- | ---- | ---- |
| Atletico Gallo   | –––– | 1-1  | 1-1  | 0-0  | 2-2  | 2-1  | 2-0  | 1-0  | 2-2  | 2-2  | 4-1  | 1-2  | 1-4  | 0-1  | 4-0  | 1-0  |
| Biagio Nazzaro   | 3-1  | –––– | 1-0  | 1-0  | 0-1  | 1-0  | 0-0  | 3-0  | 3-0  | 1-2  | 0-1  | 1-1  | 0-2  | 2-0  | 1-1  | 2-1  |
| Civitanovese     | 2-1  | 1-1  | –––– | 2-0  | 1-1  | 2-2  | 2-0  | 2-0  | 2-1  | 4-2  | 1-1  | 2-0  | 2-2  | 1-0  | 4-2  | 2-1  |
| Corridonia       | 0-2  | 0-2  | 0-1  | –––– | 0-1  | 0-0  | 1-0  | 0-0  | 1-2  | 1-1  | 1-1  | 0-2  | 0-3  | 3-2  | 1-2  | 4-0  |
| Fabriano Cerreto | 1-0  | 4-0  | 1-0  | 4-0  | –––– | 0-0  | 2-1  | 1-0  | 0-2  | 1-1  | 0-1  | 2-0  | 1-1  | 3-2  | 1-2  | 1-0  |
| Forsempronese    | 3-1  | 0-2  | 1-1  | 2-0  | 1-5  | –––– | 0-1  | 2-2  | 1-1  | 1-1  | 1-1  | 1-0  | 1-1  | 1-2  | 1-2  | 1-0  |
| Grottammare      | 0-3  | 0-1  | 1-1  | 2-0  | 0-1  | 0-0  | –––– | 2-1  | 1-0  | 2-2  | 2-1  | 2-1  | 1-1  | 0-1  | 1-1  | 1-0  |
| Helvia Recina    | 2-1  | 0-0  | 3-0  | 2-1  | 2-4  | 4-1  | 0-1  | –––– | 2-1  | 0-2  | 2-1  | 3-2  | 3-1  | 1-1  | 2-2  | 2-1  |
| Loreto           | 0-0  | 0-2  | 1-2  | 4-0  | 1-0  | 1-2  | 3-0  | 1-1  | –––– | 0-0  | 0-2  | 1-0  | 0-1  | 2-1  | 0-1  | 3-2  |
| Montegiorgio     | 1-1  | 2-1  | 1-2  | 1-1  | 0-1  | 2-0  | 1-1  | 1-1  | 1-1  | –––– | 0-0  | 0-1  | 1-1  | 0-0  | 6-2  | 2-1  |
| Pergolese        | 0-0  | 3-1  | 1-3  | 1-0  | 2-2  | 3-1  | 0-0  | 1-0  | 0-0  | 3-1  | –––– | 3-0  | 1-4  | 0-0  | 0-0  | 1-0  |
| Porto d'Ascoli   | 2-0  | 1-1  | 1-5  | 2-1  | 1-1  | 3-1  | 0-0  | 0-3  | 1-0  | 1-1  | 1-0  | –––– | 2-1  | 3-0  | 4-2  | 1-0  |
| Tolentino        | 2-2  | 2-0  | 1-3  | 4-1  | 1-1  | 0-1  | 3-0  | 2-1  | 3-1  | 3-0  | 2-3  | 1-2  | –––– | 2-0  | 1-1  | 5-1  |
| Trodica          | 0-3  | 1-1  | 2-1  | 0-0  | 2-1  | 0-0  | 0-1  | 2-1  | 0-1  | 1-2  | 2-1  | 0-0  | 0-0  | –––– | 2-1  | 1-1  |
| Urbania          | 1-0  | 1-1  | 0-1  | 1-1  | 0-1  | 2-2  | 1-1  | 2-1  | 1-1  | 2-2  | 2-1  | 2-2  | 2-1  | 2-0  | –––– | 0-0  |
| Vigor Senigallia | 2-1  | 0-1  | 1-6  | 2-0  | 1-0  | 2-1  | 0-0  | 0-0  | 0-1  | 0-0  | 0-4  | 4-3  | 1-1  | 1-2  | 1-1  | –––– |

## Spareggi

### Semifinali
| Squadra 1 | Risultato | Squadra 2      |
| --------- | --------- | -------------- |
| Tolentino | 0 - 1     | Biagio Nazzaro |

### Finale
| Squadra 1        | Risultato | Squadra 2      |
| ---------------- | --------- | -------------- |
| Fabriano Cerreto | 0 - 1     | Biagio Nazzaro |

### Play-out
| Squadra 1 | Risultato | Squadra 2     |
| --------- | --------- | ------------- |
| Trodica   | 0 - 2     | Forsempronese |

## Verdetti finali
- Civitanovese promossa in Serie D 2016-2017.
- Biagio Nazzaro Chiaravalle ai play-off nazionali.
- Trodica dopo i play-out,  Vigor Senigallia e Corridonia retrocessi in Promozione 2016-2017.